# Melbourne Shuffle
Melbourne Shuffle – taniec polegający na pozornym "ślizganiu się" po podłożu. Jest to taniec freestylowy. Wyróżniamy dwa podstawowe kroki: running man oraz shuffle. Running man to efekt biegania w miejscu, podobnie jak to wygląda na bieżni. Shuffle natomiast to przesuwanie się na boki. Poza tymi dwoma podstawowymi krokami, w taniec można wplatać kicki (wykopy), spiny (obroty), czy nawet moonwalka. Wraz z rozwojem muzyki elektronicznej rozwinął się też wachlarz gatunków do których można tańczyć. Są to trance, psytrance oraz hardstyle i ich pochodne. Taniec pochodzi z Australii z miejscowości Melbourne, stąd jego nazwa.
Wyróżniamy następujące style Melbourne Shuffle:
- Oldschool - najstarszy ze stylów, tańczony na początku praktycznie przez każdego. Charakteryzuje się sporą ilością shuffle, a RM wykorzystywany jest tylko do płynnych przejść. Noga odpychająca przy shuffle znajduje się zazwyczaj z tyłu. Ruchy rąk są płynne, tańcu towarzyszą czasami kicki i spiny.

- Newschool - proporcja shuffle - running man w miarę po równo. Taniec raczej tańczony według własnej inwencji twórczej. Tańczony w phattach by nadać efektu pływania.

- Newstyle - nogi przy running manie wysoko podnoszone. Tańczy się na sporej powierzchni. Ręce dość często wykorzystywane, ale bez przesady. Tak jak przy Newschoolu cały taniec to inwencja twórcza.

- Stomping - jak sama nazwa wskazuje, taniec opiera się na stąpaniu nogą o powierzchnię. Nogi wysoko podnoszone podczas tańca, ruchy szybkie i pewne (dość agresywne). Tańczony w miejscu, na małej powierzchni. Ręce w porównaniu do Newstyle są znikome.

- Softstyle - brat bliźniak oldschoolu, różnią się zaledwie jedną rzeczą. W soft style, w przeciwieństwie do Oldschoola, występuje często running man. Reszta rzeczy pozostaje raczej bez zmian, również tańczony płynnie, z lekkością. Kicki i spiny - mogą być nieco częstsze.

- Hardstyle Australijski - spora ilość running mana, shuffle rzadko. Podczas tańczenia stopa cała znajduje się na powierzchni. Running man może być wykonywany na ukos, ale nie musi. Do akcentowania bitu rusza się głową. W tym stylu często występują kicki i fakestompy.

- MAS (malezyjski) - tak jak Club style ostatnio jeden z popularniejszych stylów. RM jest skoczny, tj. wykonywany na ukos, na palcach, dość długi. Proporcja running man - shuffle większość running mana. Tańcu towarzyszy ZNACZNA ilość ruchów rąk, które akcentują pracę nóg. Do tego dochodzi balans ciałem dla uzyskania lepszego efektu tańczenia. Styl bardzo pokazowy, raczej nie nadaje się do tańczenia w jakichś klubach.

- Clubstyle - jeden z popularniejszych w tych czasach stylów. Spora ilość running mana, shuffle od czasu do czasu, jak kto woli. Jeśli chodzi o running mana, to wykonywany często na ukos. Tańcu towarzyszy spora ilość kicków, spinów oraz slide'ów do akcentowania przejść. Tańczony lekko, z pewnością, jest to styl między hardstyle'ingiem a softem. Co do powierzchni tańczenia to nie ma ograniczeń, można i w miejscu, albo wykorzystywać tyle miejsca, ile się ma.

- Electro Shuffle - połączenie hardstepa z shuffle.

- Ownstyle - styl "własny", niedający się zaliczyć do żadnego z powyższych.